# Andree’s Berggarten

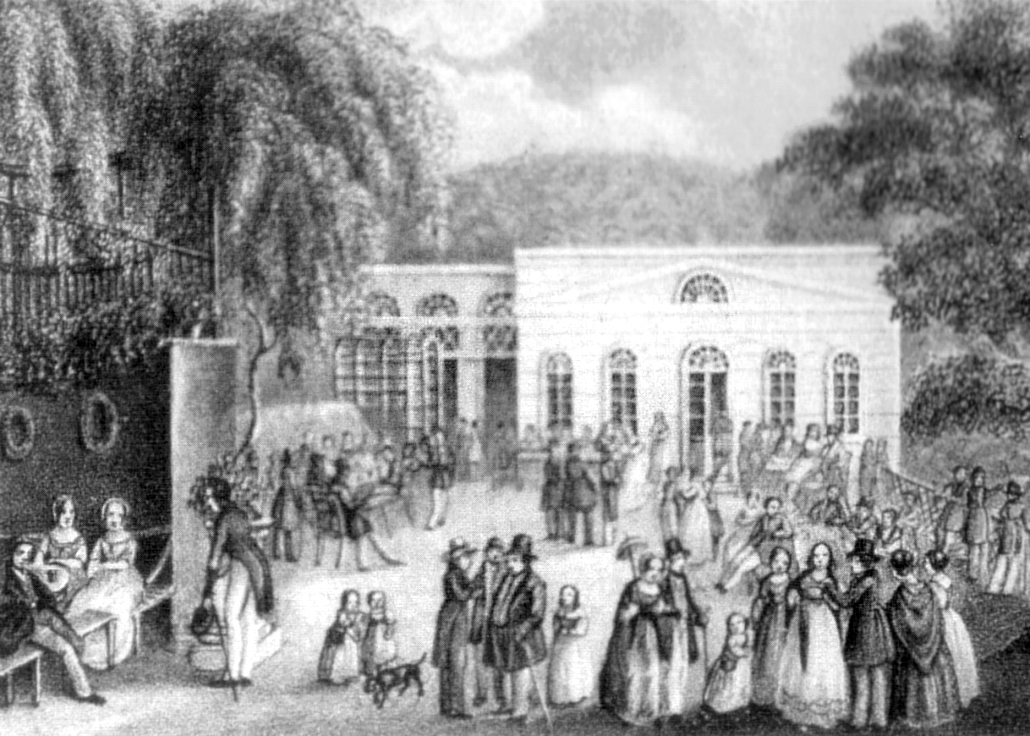
Andree’s Berggarten mit Besuchern, 1842

Andree’s Berggarten, später als Hotel Andree’s Berg bezeichnet,  war ein Hotel mit Gaststätte in Hann. Münden in Südniedersachsen, das aus einem um 1826 entstandenen Gartenlokal hervorgegangen ist. Das vom Mündener Arzt Ludwig Andree gegründete und nach ihm benannte Anwesen lag oberhalb des Ortes an einem steilen Hang des Questenberges. Das Freiluftlokal war wegen seiner reizvollen Aussicht und seiner Musikkonzerte ein beliebtes Ausflugsziel. Nach Hangrutschungen Anfang der 1980er Jahre wurde der Gebäudekomplex ab 1986 wegen Einsturzgefahr abgerissen.

## Geschichte

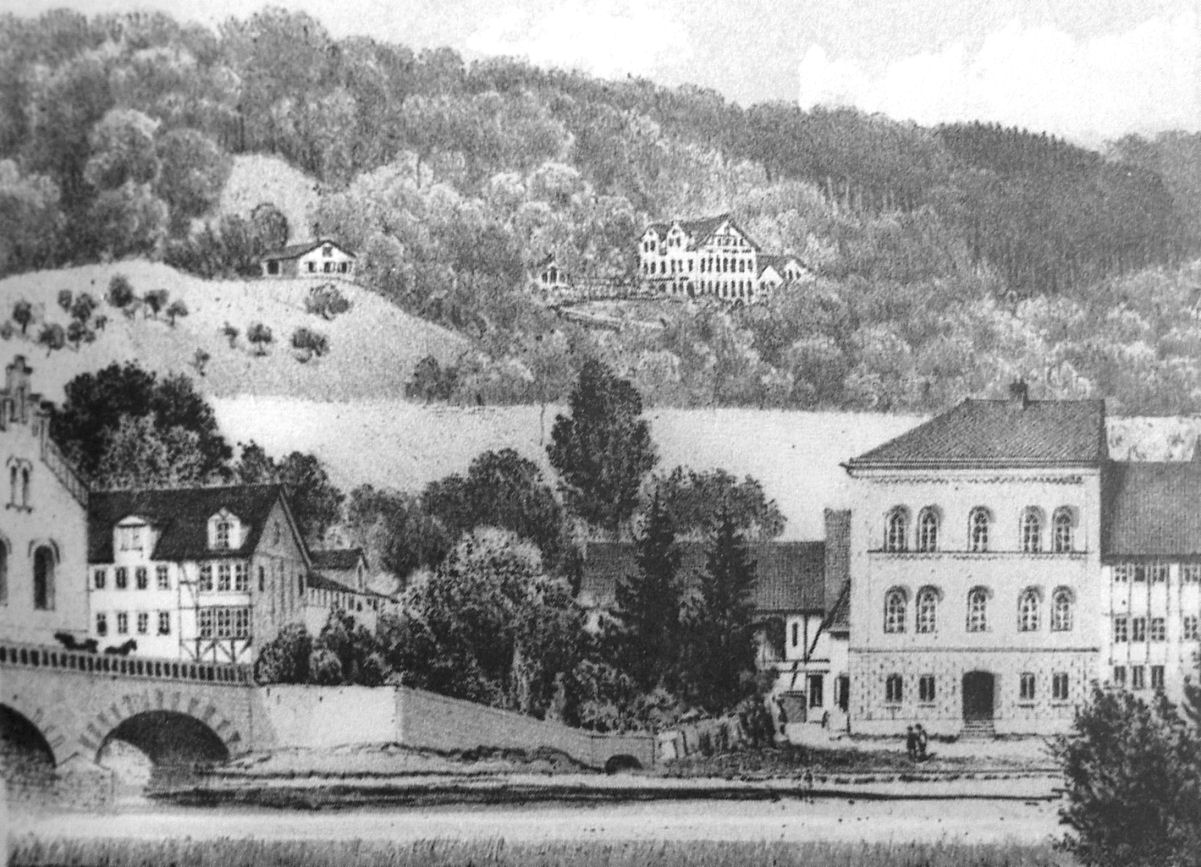
Blick von der Werra und der Vorstadt Blume hoch zum Hotel Andree’s Berg um 1880

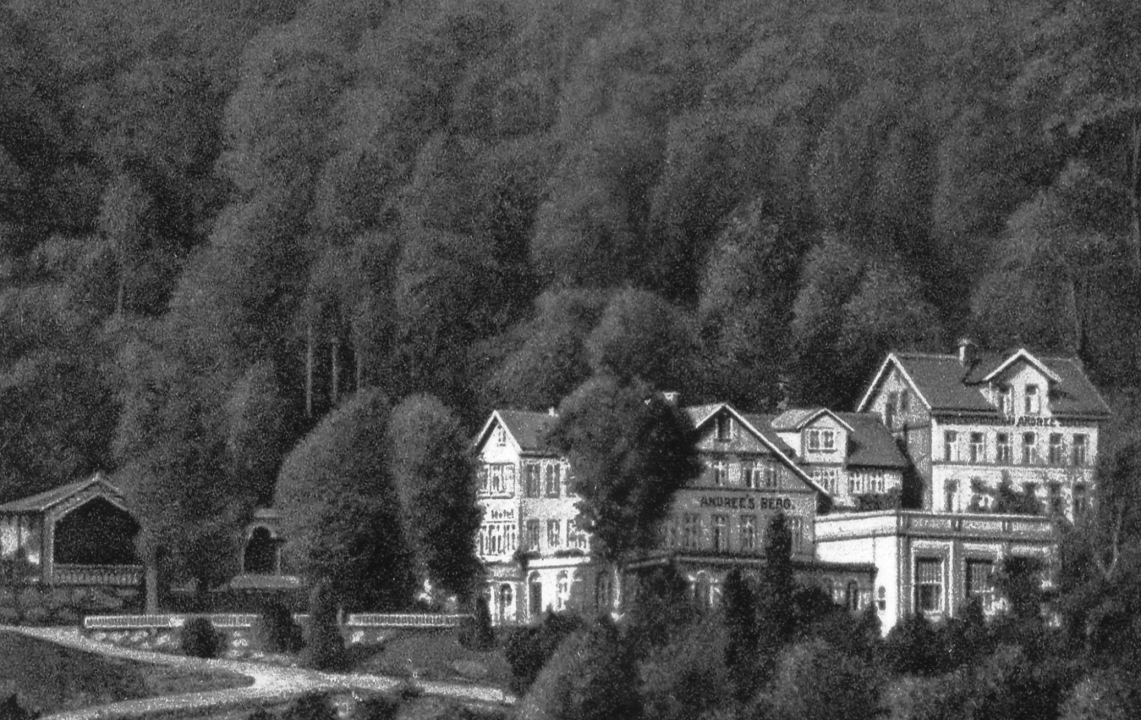
Der Hotelkomplex um 1915

Aus einer Veröffentlichung im Mündenschen Intelligenzblatt im Jahre 1826 ist zu entnehmen, dass der örtliche Stadtchirurg und Wundarzt Ludwig Andree zu dieser Zeit auf seinem Gartengrundstück am Questenberg Gäste bewirtete. Laut seinen Ausführungen gestattete er Fremden und Einheimischen gerne den Zutritt zu seinem Berggarten, verbat sich aber bei verschlossener Türe ein Eintreten durch die Hecke. Bei dem Garten handelte es sich um ein etwa 22.000 m² großes Grundstück, auf dem er in einem Teich Blutegel zur medizinischen Blutegelbehandlung züchtete, die er europaweit verschickte.  Der Garten lag am Steilhang des Questenberges oberhalb der Stadt und der Vorstadt Blume. Von dort bot sich ein reizvoller Ausblick auf das von den Flüssen Werra, Fulda und Weser durchzogene Tal. Bei Andree’s Berggarten  handelte sich um die älteste Einrichtung ihrer Art im Ort. Später kamen das Bergschlösschen am Hang des Kattenbühl und in den 1880er Jahren auf dem Rabanenkopf die Ausflugsgaststätte an der Tillyschanze hinzu.
1829 erhielt Ludwig Andree von der Landdrostei Hildesheim eine Schankkonzession. Der Berggarten entwickelte sich zu einem Freiluftlokal, das im Sommerhalbjahr dauerhaft geöffnet war. Im Laufe der Zeit wurden weitere Unterhaltungsmöglichkeiten angeboten, wie Musikkonzerte und Feuerwerk sowie Illuminationen. So wurde das Lokal zu einem beliebten Ausflugsziel, zu dem unter anderem Besucher aus Kassel mit dem Schiff anreisten. 1849 verstarb der Gründer Ludwig Andree. 1853 erwarb der Mündener Bürger Friedrich Bode die Lokalität. Er und später sein Sohn bauten die Gartenwirtschaft zu einem Hotel mit Restaurant aus. Ab 1869 wurden Sommergäste in Pension genommen. Ende der 1880er Jahre begann der reguläre Hotelbetrieb. Zuvor war Andree’s Berggarten zum gutgehenden Veranstaltungsort für Musikkonzerte geworden. Bei einem großen Musikfest 1856 traten fünf Militärmusikkorps auf. 1889 gab der Göttinger Musikdirektor Rudolf Bullerjahn mit seiner Kapelle acht Sommerkonzerte, für deren Durchführung ein Musikpavillon erbaut wurde. Im Ersten Weltkrieg diente das Hotel als Reservelazarett.

### Gebäude
1859 bestand das Hotel als zweigeschossiges Gebäude, dass 1882 eine Veranda als größeren Anbau erhielt. Um 1882 entstanden hinter dem Hauptbau ein kleineres und ein größeres Nebengebäude mit zwei bzw. drei Geschossen, zum Teil mit einem Stall für Tiere. Um 1905 wurde ein größeres Aborthaus errichtet. Im Laufe der Zeit entstand ein größerer Gebäudekomplex mit Aussichtsterrasse, dem zuletzt 1912 ein größerer Saal hinzugefügt wurde. In den 1930er Jahren wurde im Garten eine neue Musikmuschel erbaut. In dieser Zeit warb das Hotel mit seiner bevorzugten Südlage am Hochwald, einer Zentralheizung, einem parkähnlichen Garten sowie fließendem Wasser. Nach dem Zweiten Weltkrieg kam es in den 1950er Jahren zur Anlage einer Terrasse im Stile der Zeit als letzter Baumaßnahme.

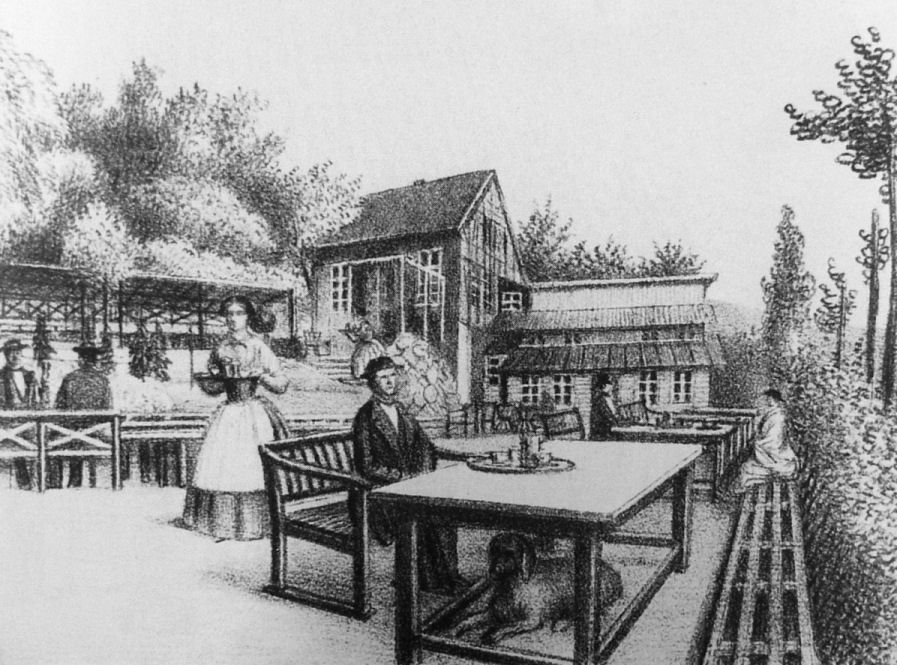
Die Gartenwirtschaft in der Anfangszeit um 1830
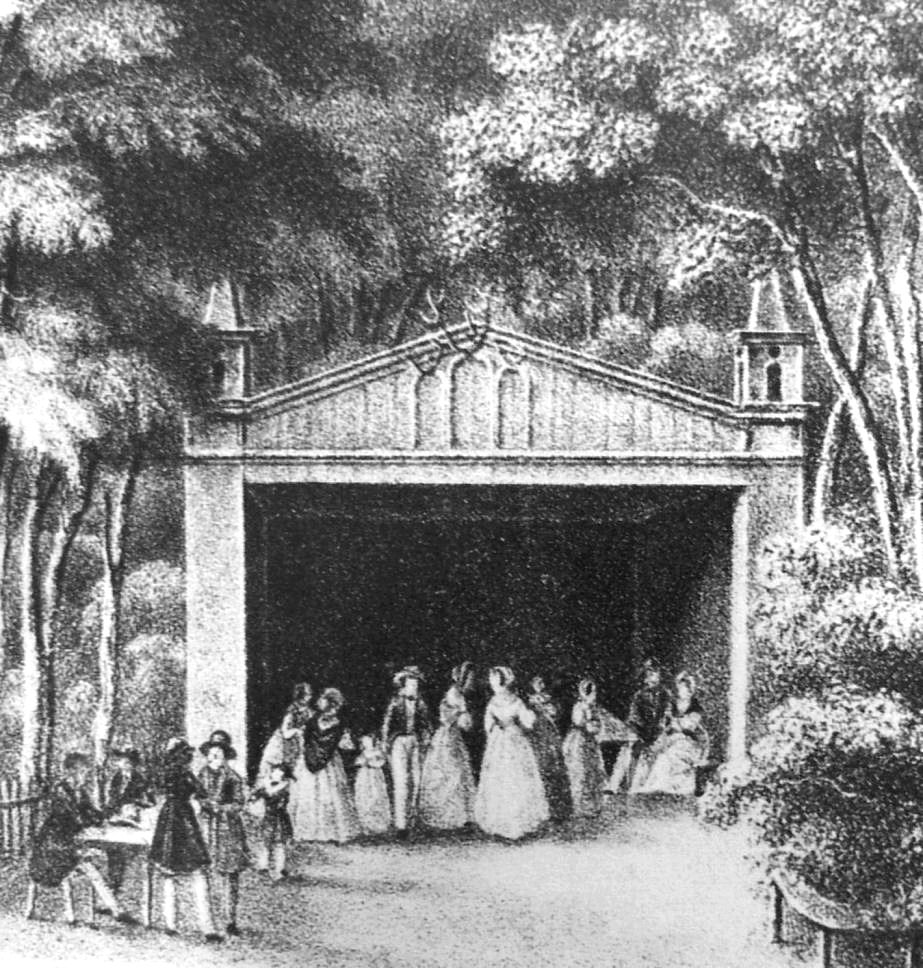
Moosgrotte im Garten
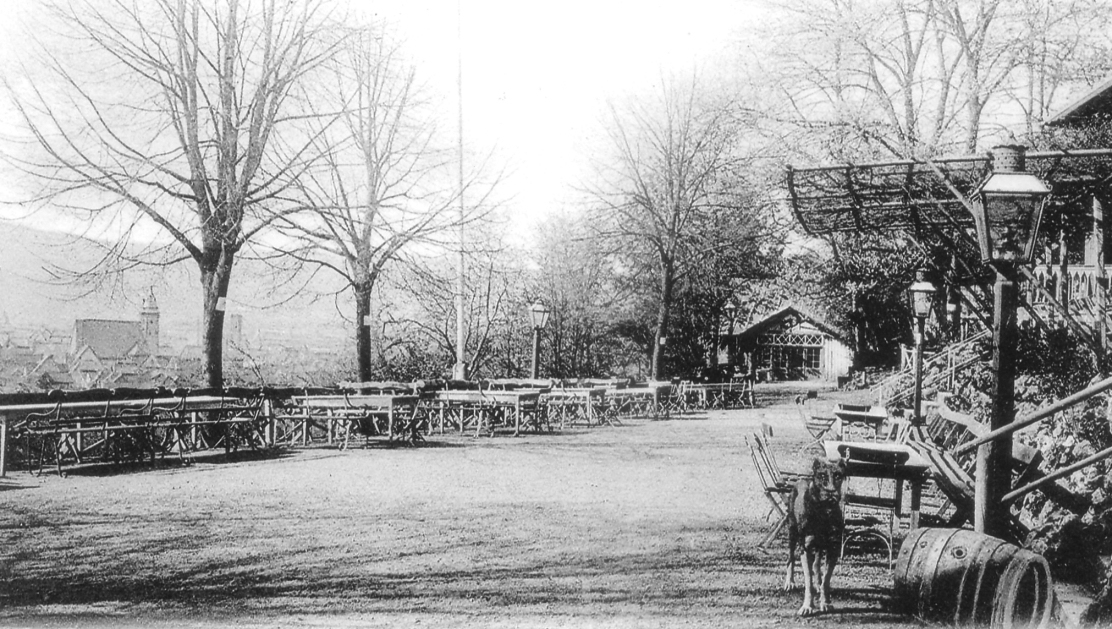
Terrasse
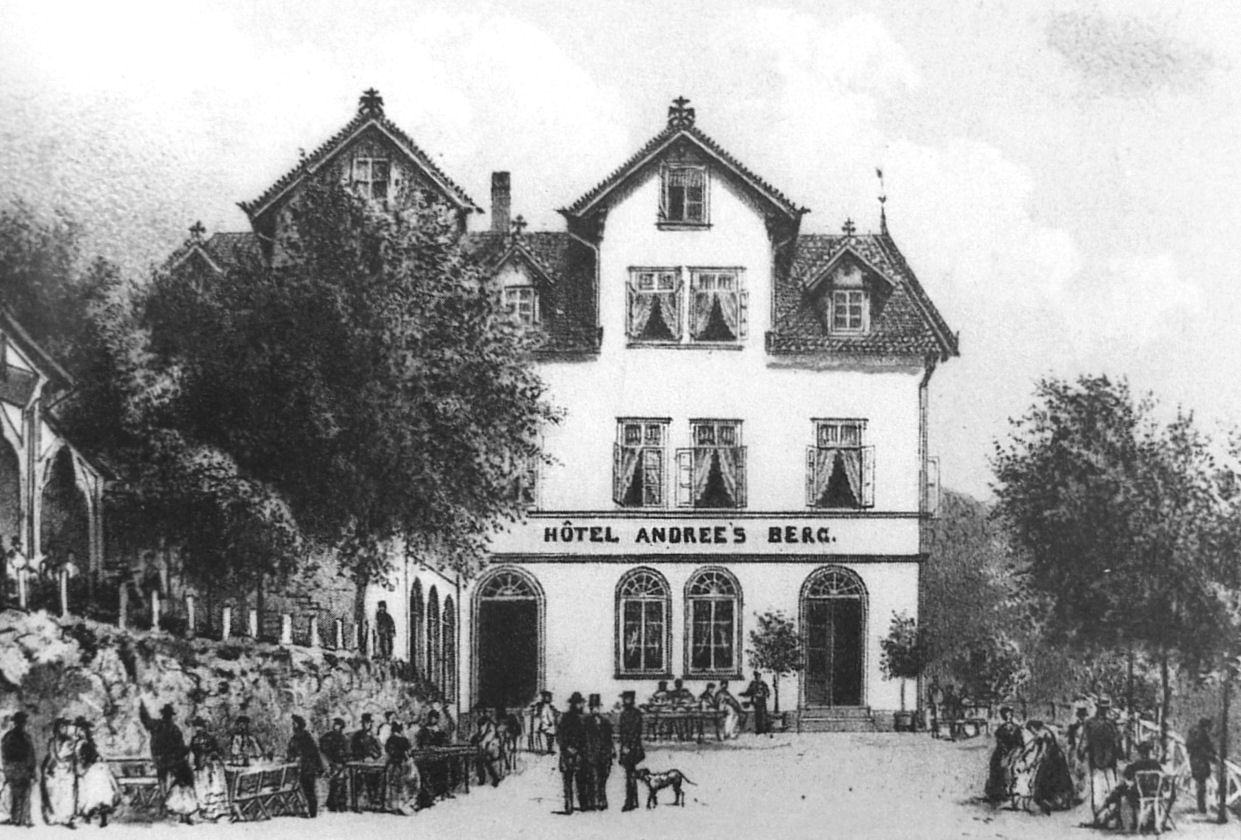
Der Hotelbau, 1875

## Niedergang

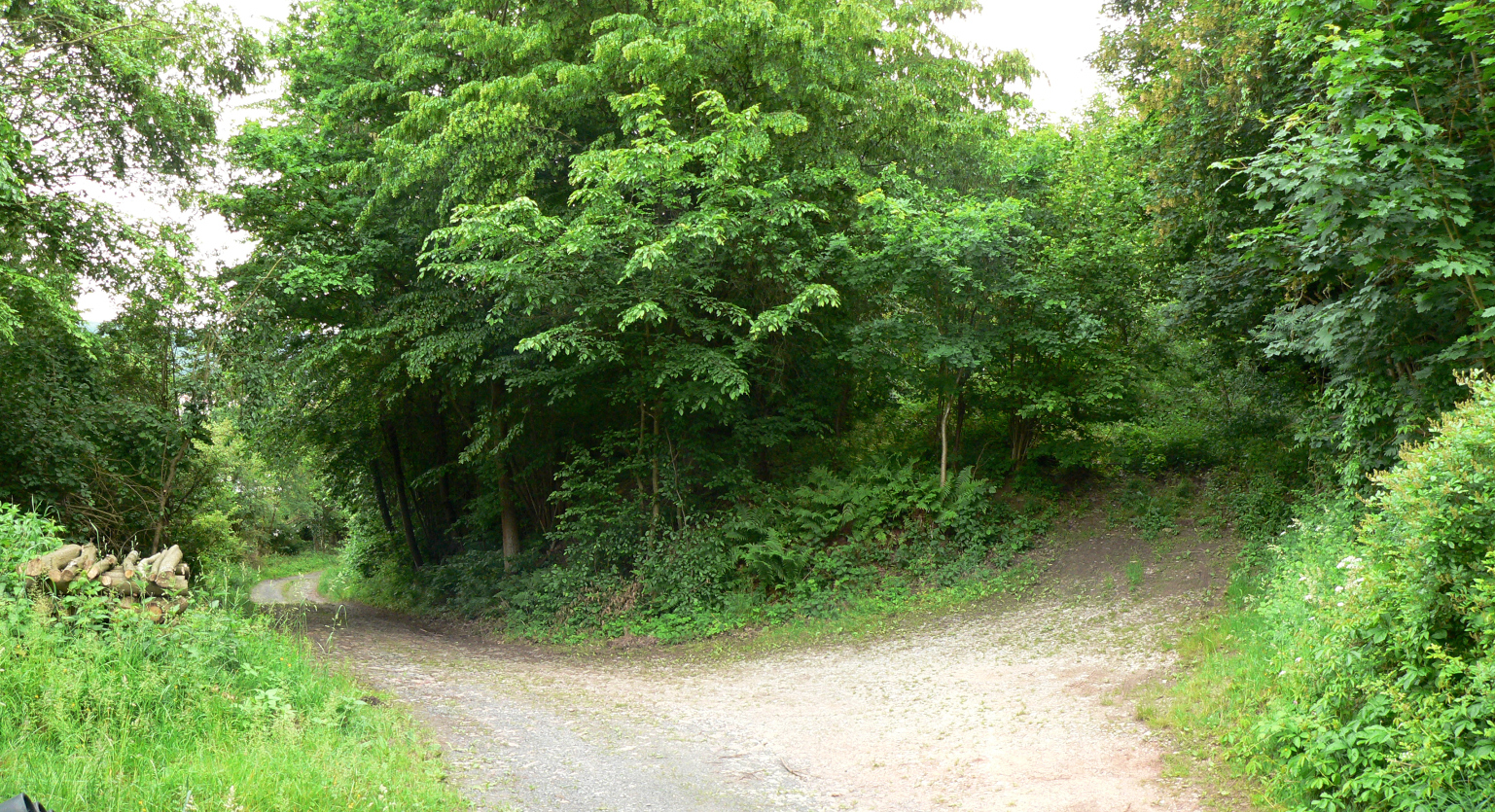
Heutiger Blick auf den früheren Standort des in den 1980er Jahren abgerissenen Hotels, von Bäumen und Büschen überwuchert (2016)

Der Hotelkomplex befand sich im Bereich des Andreesberges, einem steilen Hang an der Südseite des Questenbergs mit meterdicker Fließerde. 1928 erhielt das Hotel eine Zufahrtsstraße, bei deren Bau steile Böschungen entstanden. Mitte der 1930er Jahre kam es an der Straße und der Hotelterrasse zu Bodensetzungen von bis zu 50 cm im Jahr. Nach starken Niederschlägen im Jahr 1939 wurden in dem Gebiet Bodenrisse festgestellt, die auf ein Abrutschen des Hangs schließen ließen. Am Hotelgebäude fand bis 1940 ein Absetzen des Haupttrakts vom Nebentrakt um 25 cm statt. An Wänden und Decken hatten sich Risse gebildet, die laut späteren Untersuchungen oberflächlich verputzt wurden. 1981 kam es nach überdurchschnittlichen Niederschlägen erneut zu Bodenbewegungen am Andreesberg. 1982 war es an allen Gebäudeteilen des Hotels zu Setzungen gekommen, die bis zu 30 cm breite Spalten in den Fußböden, den Decken und im Dach verursachten. Wegen Einsturzgefahr wurde der seit Jahren baufällige Hauptteil des Hotels 1986 abgebrochen, 1990 folgte der Rest mit Nebengebäuden und einem Betten- sowie Wirtschaftstrakt. Heute (2025) ist das frühere Hotelgelände vollständig von Büschen und Bäumen überwachsen. Einzelne Mauerreste der Gebäude und Terrassierungen haben sich an Geländekanten erhalten.

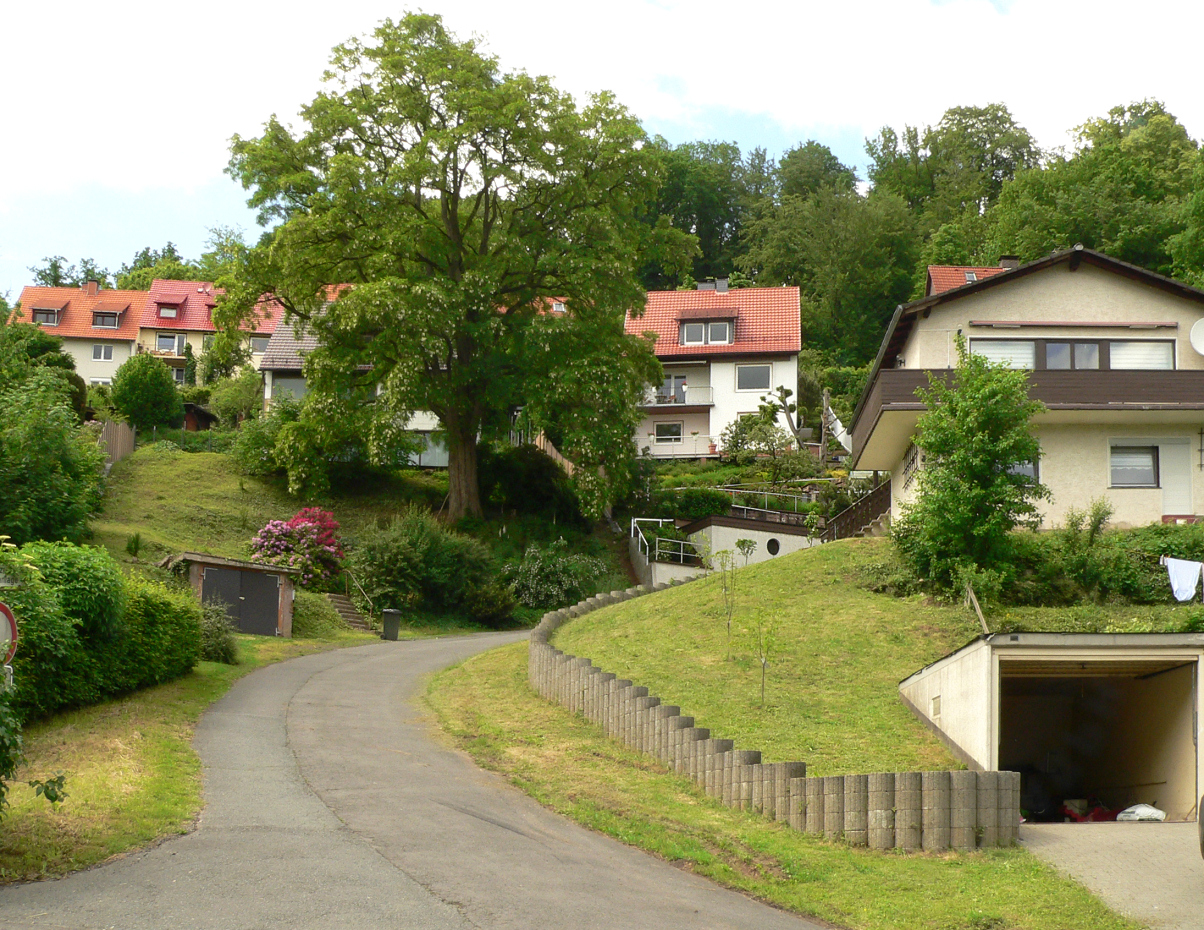
Wohnbebauung am Steilhang des Andreesbergs
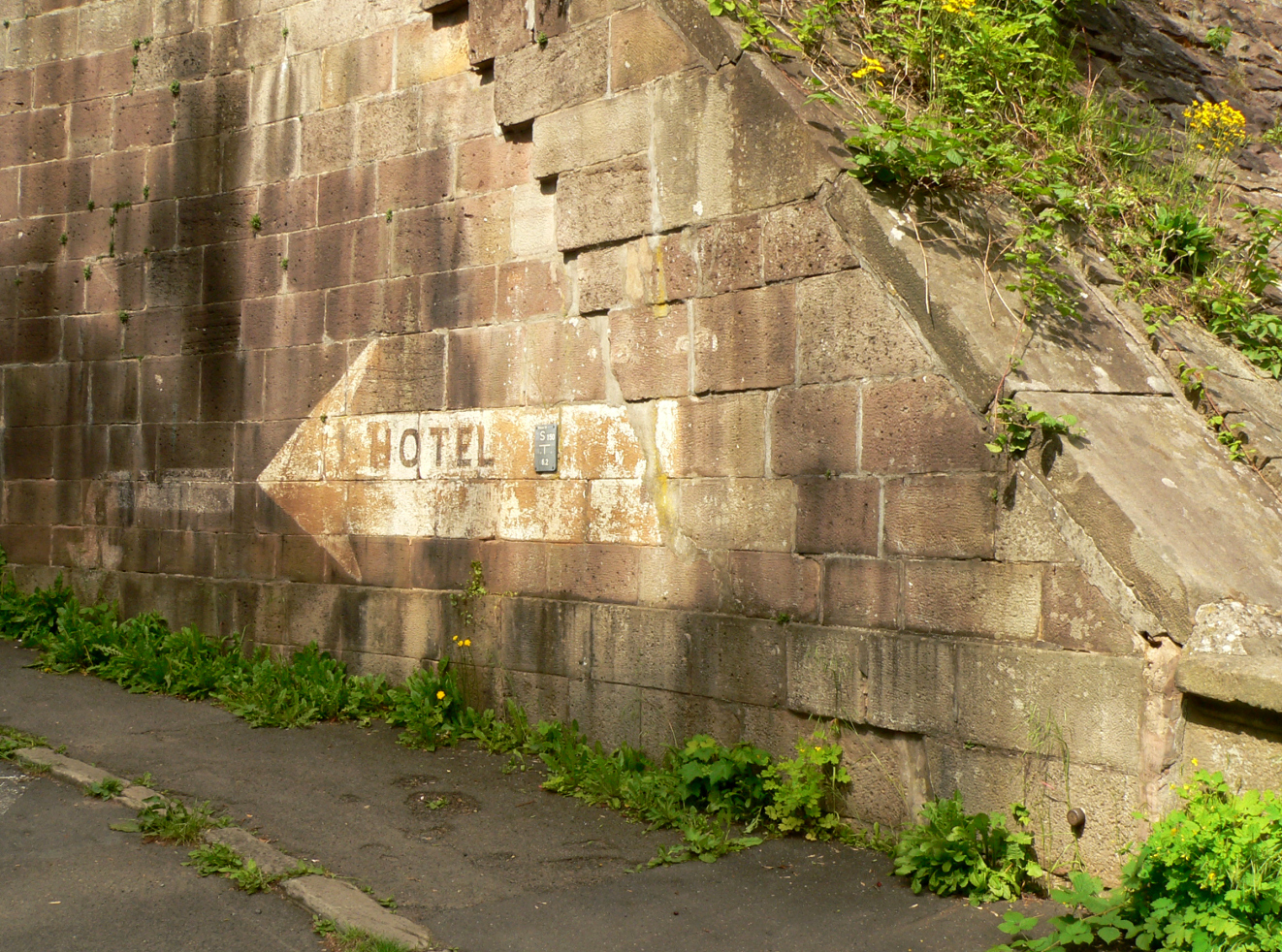
Alter Hinweispfeil zum Hotel Andree’s Berg an einer Straßenunterführung der Dransfelder Rampe
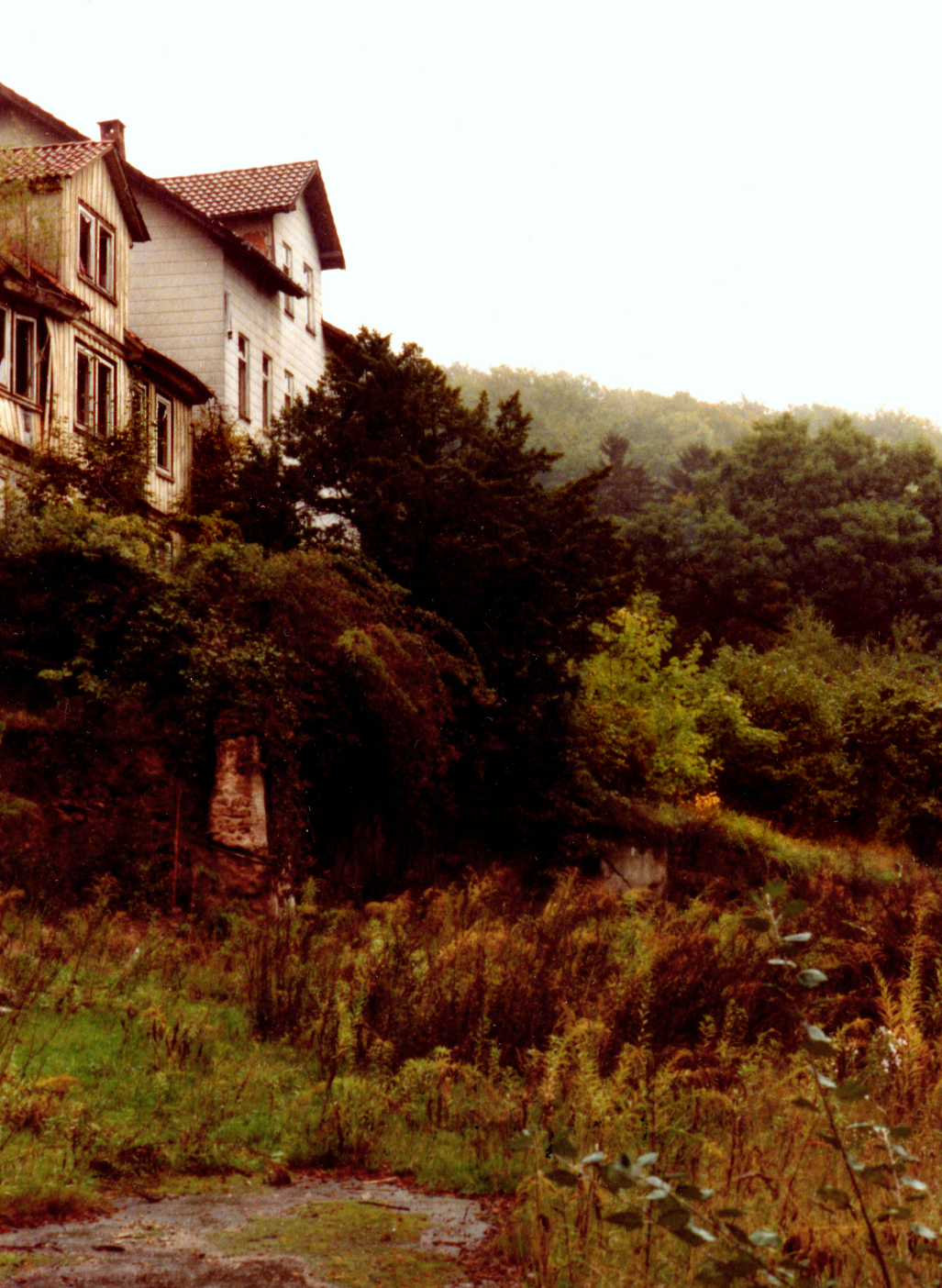
Zwei Nebengebäude kurz vor dem Abriss, 1988
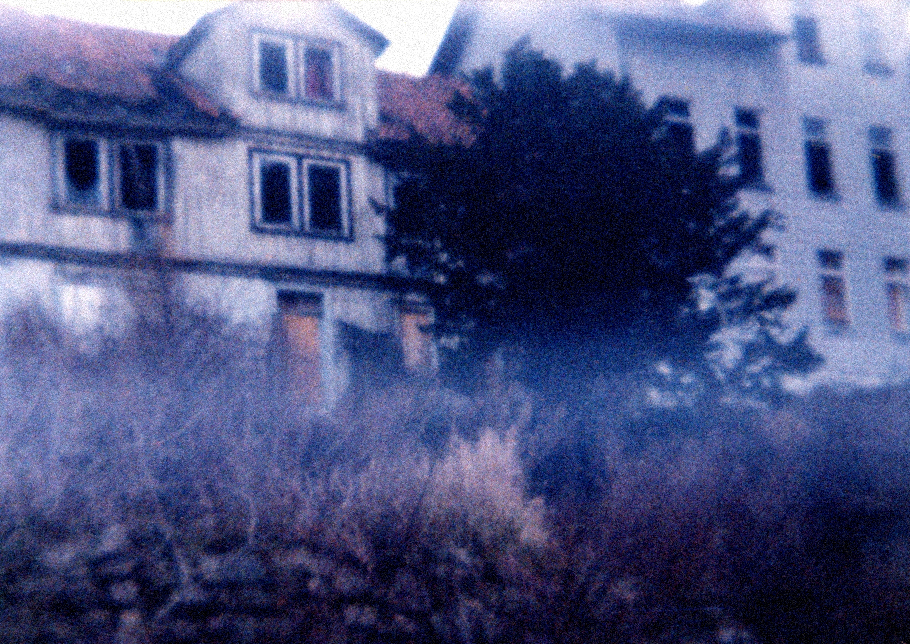
Frontalansicht der Nebengebäude, 1988
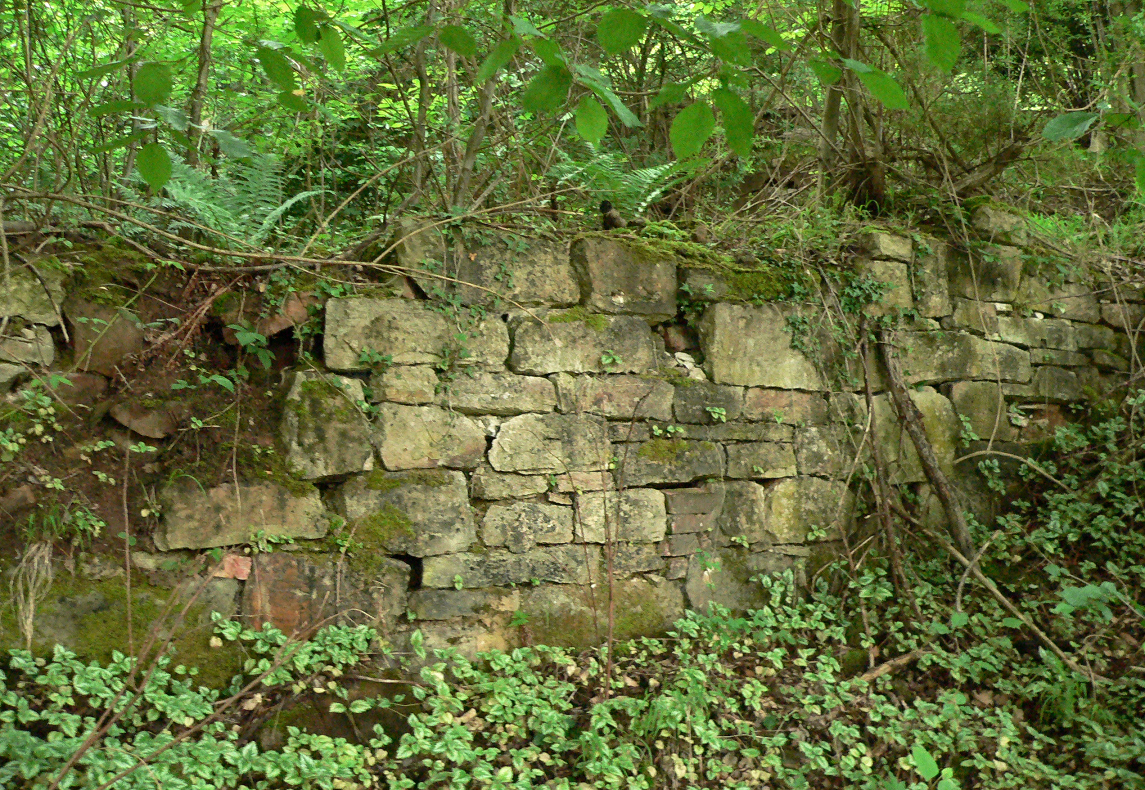
Mauerfragment des Hotels
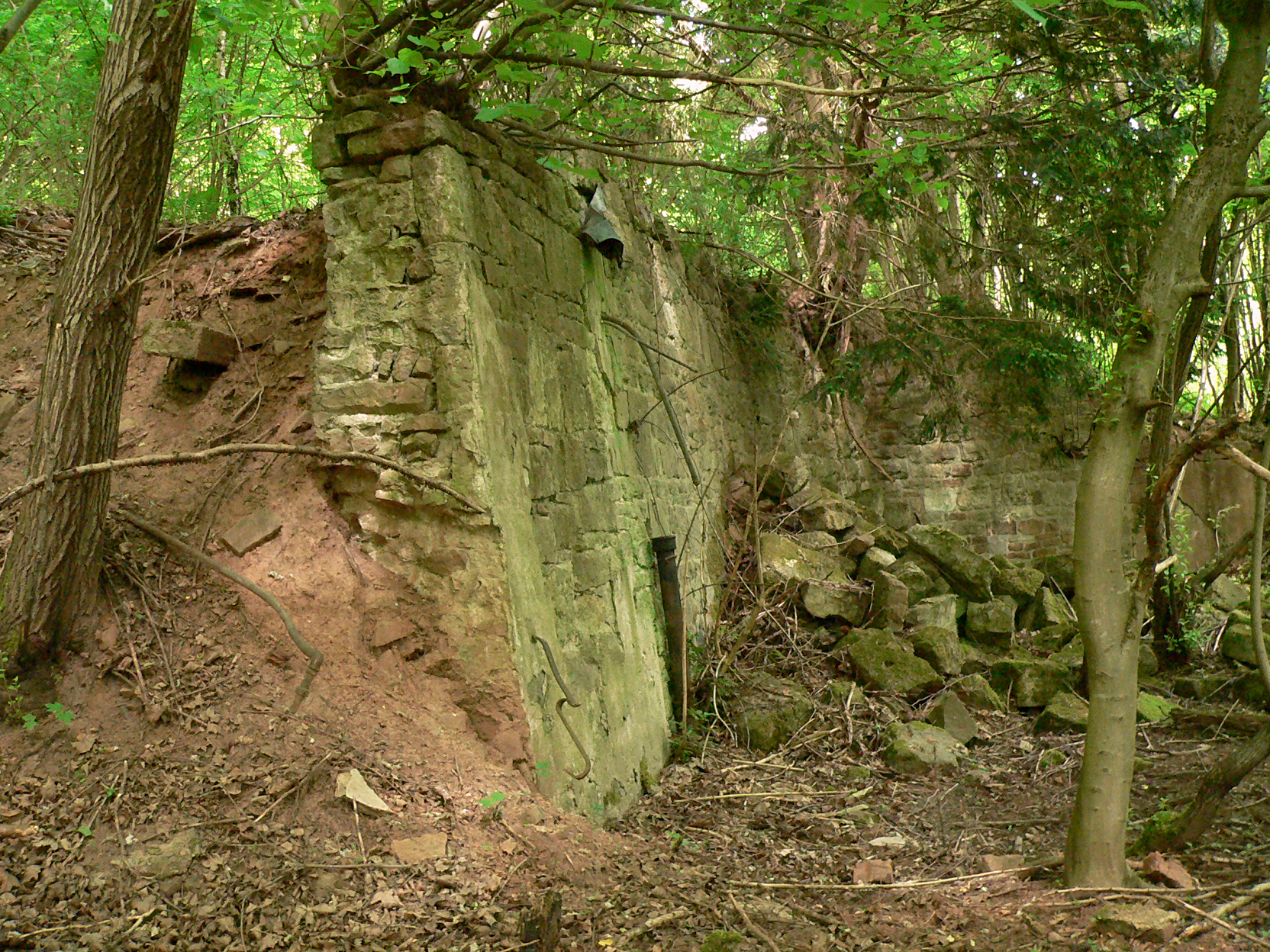
Mauerrest des Hotels
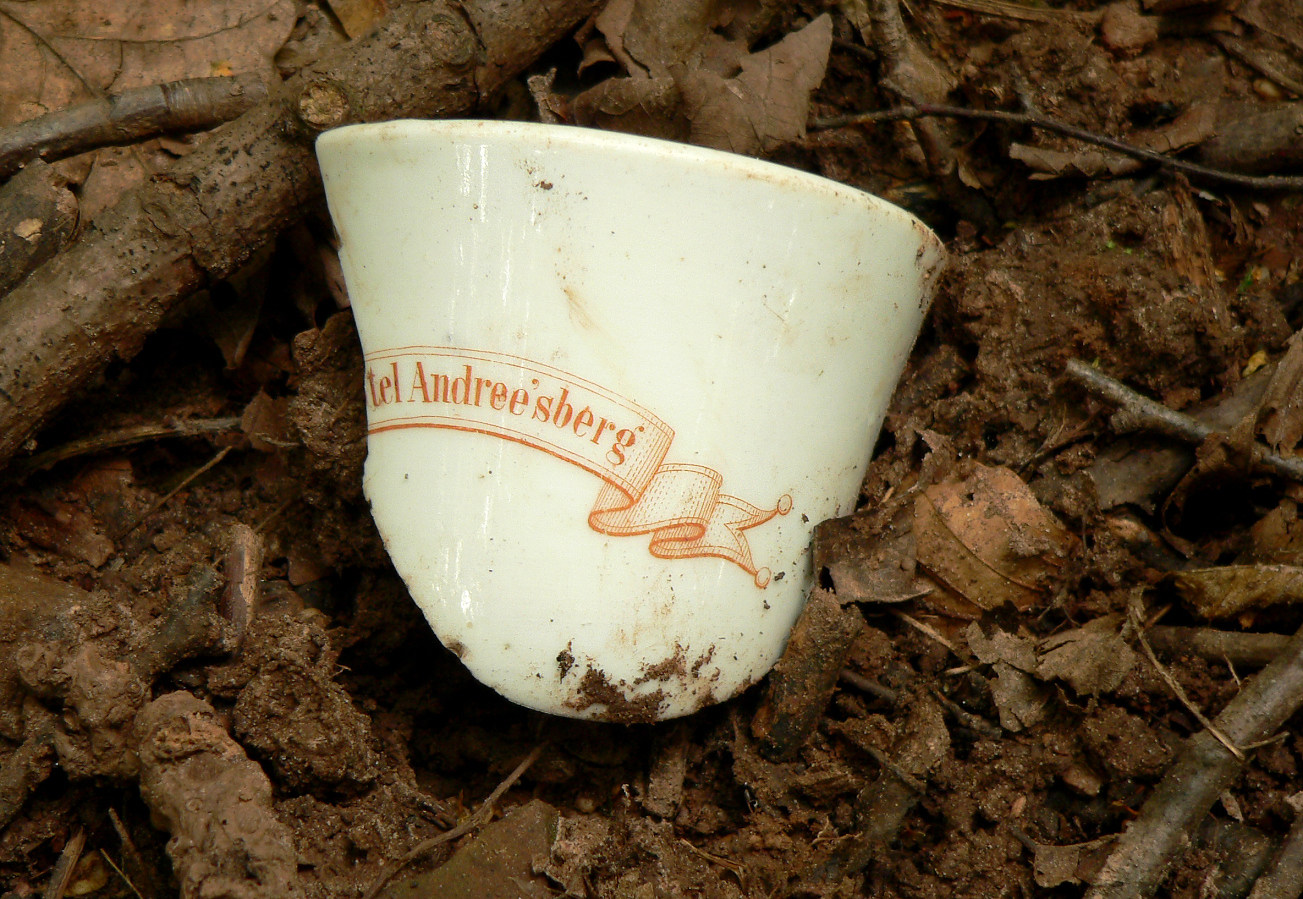
Am ehemaligen Hotelstandort aufgefundene Tassenscherbe mit Aufschrift Hotel Andree’sberg

## Rezeption
Das Hotel dient im 1993 erschienenen Roman Wolpertinger oder Das Blau von Alban Nikolai Herbst als zentraler Handlungsort. Dort wird es als Hotel Wolpertinger, in einer Erzählebene auch als Hotel Andree’s Berg, bezeichnet. Die Romanhandlung spielt in den Jahren 1981, 1985 und 1989. Das 1000-seitige Werk gilt als der einzige große Roman mit Hann. Münden als Spielort. Im Jahr 1995 wurde Herbst für den Roman mit dem Grimmelshausen-Preis ausgezeichnet.